# Vanni Rossi

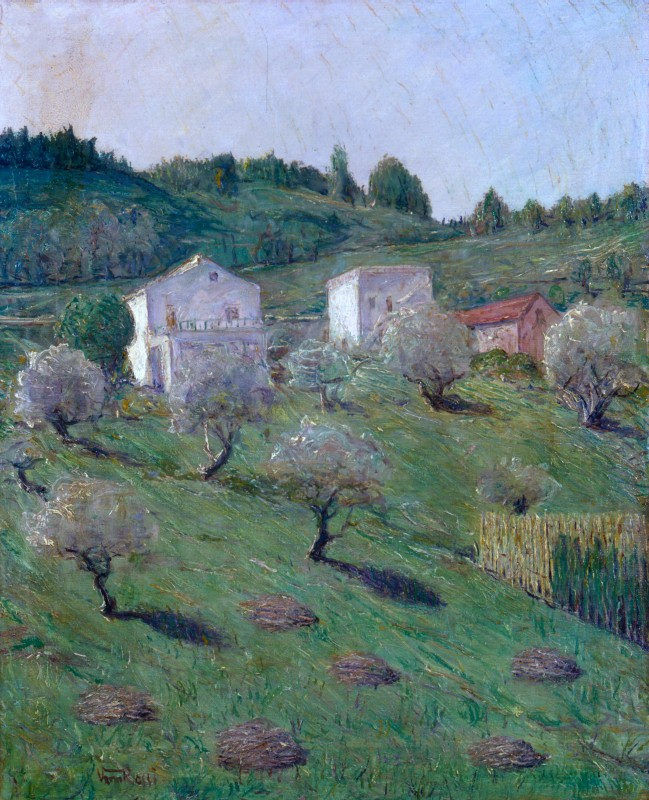
Mattino in Abruzzo, 1964 (Fondazione Cariplo)

Giovanni Luigi Rossi noto con il nome di Vanni Rossi (Ponte San Pietro, 6 novembre 1894 – Milano, 14 settembre 1973) è stato un pittore italiano.

## Biografia
Giovanni Luigi nacque a Ponte San Pietro il 6 novembre 1894. Figlio di Gerolamo Rossi e Maria Maffeis, era il terzo di sette figli. Fin da bambino mostra una predisposizione alla pittura e già a circa dieci anni affresca alcuni muri esterni della sua abitazione con scene ispirate alla religione. Aiutato economicamente dal conte Pietro Moroni, proseguì gli studi presso l'Accademia Carrara di Bergamo dove fu allievo di Ponziano Loverini. Nel 1915 viene arruolato e inviato presso il Carso, venendo poi congedato nel 1919. L'anno seguente espone le sue opere presso la Biennale di Venezia e sposa Laura Rota Negroni, conosciuta durante il periodo bellico, da cui ebbe tre figli. Nel 1921, dopo aver preso parte alla sua istituzione, insegna presso la scuola d'arte Beato Angelico di Milano. Dal 1922 inizia a dedicarsi agli affreschi, lavorando presso numerose chiese lombarde. Al contempo, si dedica anche alla pittura ad olio. Nel 1926 espone le sue opere nella prima mostra personale, allestita presso la Pinacoteca di Brera, la prima di una lunga serie. Dal 1921 al 1945 si dedica alla creazione di 125 tavole ispirate alla Bibbia, illustrando l'Antico Testamento. 
Muore il 14 settembre 1973 a Milano.